# Моллеров, Николай Михайлович
Николай Михайлович Моллеров (род. 16 февраля 1955, Туран, Тувинская автономная область) — российский историк, профессор, доктор исторических наук, заслуженный деятель науки Республики Тыва.

## Биография
Родился 16 февраля 1955 года в г. Туране Пий-Хемского района Тувинской АССР. В 1980 году окончил Уральский государственный университет им. А. М. Горького (г. Екатеринбург). С 1980 по 1982 год работал в Центральном государственном архиве Тувинской АССР археографом. В 1982 году был принят на работу в сектор истории и этнографии ТНИИЯЛИ (ныне ТИГПИ) на должность младшего научного сотрудника. В 1986 году поступил в заочную аспирантуру Института истории, филологии и философии СО АН СССР, которую закончил в 1989 г. с защитой кандидатской диссертации на тему «Русская самоуправляющаяся трудовая колония в Тувинской Народной Республике и её роль в укреплении советско-тувинских отношений (1917-1932 гг.)». На основе этой диссертации была написана монография «Истоки братства» (Кызыл, 1989). С 1987 по 1992 год был старшим научным сотрудником сектора истории и этнографии. В 1992—2001 годы работал в Администрации Президента Республики Тыва. Здесь он приобрел значительный опыт организаторской и управленческой работы. В 2004 году окончил докторантуру в Российской академии государственной службы при Президенте Российской Федерации с предоставлением к защите докторской диссертации по теме «Советско-тувинские отношения (1917—1944 гг.)». На протяжении 7 лет работал заместителем директора ТИГПИ по научной работе, с 2008 года по настоящее время — главный научный сотрудник сектора истории.

## Деятельность
Им опубликовано более 220 научных работ, в том числе монографии «Истоки братства. Русская самоуправляющаяся трудовая колония в Тувинской Народной Республике», «История советско-тувинских отношений (1917—1944 гг.)», «Урянхайский вопрос в политической истории России: возникновение и долговременная актуальность» в соавторстве с В. Д. Март-оолом. Внес весомый вклад в подготовку к изданию трудов Е. А. Адамова «Урянхайский вопрос при царском и Временном правительствах», И. Г. Сафьянова «Тува в прошлом» в двух томах и других изданий, выступив в качестве комментатора, автора и редактора текстов. Является составителем шести сборников исторических документов, в том числе двухтомника «Книга памяти Республики Тыва». Совместно с коллегами-историками ТИГПИ Н. И. Моллеров составил «Собрание архивных документов о протекторате России над Урянхайским краем». Как автор глав и секретарь редакционной коллегии принял активное участие в подготовке II тома «Истории Тувы», осуществил редактирование III «Истории Тувы». Регулярно печатается на страницах газет и журналов, активный участник международных и республиканских научно-практических конференций. Член редакционной коллегии «Ученых записок» ТИГПИ, Ученых Советов ТИГПИ, Национального музея им. «Алдан-Маадыр», научным экспертом Государственного архива РТ. Вместе с научной деятельностью вел преподавательскую работу: в Тувинском государственном университете читал лекции по историческим дисциплинам и архивоведению для студентов и принимал участие в разработке учебных программ по истории Тувы для высшей школы. Научный руководитель и наставник многих молодых историков.

## Награды
- Почетная грамота председателя Правительства РТ
- медаль «65 лет Победы в Великой Отечественной войне»
- Заслуженный деятель науки Республики Тыва

## Публикации[4]
Монографии
- Моллеров Н. М. Истоки братства. Русская самоуправляющаяся трудовая колония в Тувинской Народной Республике. — Кызыл, 1989. — 144 с.
- Моллеров Н. М. История советско-тувинских отношений (1917—1944 гг.). — М., 2005. — 326 с.
- Моллеров Н. М. История Тувы. — Новосибирск, 2007. — Т. 2. — С. 3-5 (в соавторстве), 6-30, 59-65 (в соавторстве), 112—125, 158—167, 215—227, 314—373, 380—389 (в соавторстве), 395—402 (в соавторстве).

Сборники документов
- Моллеров Н. М. Книга Памяти Республики Тыва (вступительная статья в соавторстве с Ю. Л. Аранчыном). — Кызыл, 1995. — 175 с.
- Моллеров Н. М. Книга Памяти Республики Тыва (продолжение). — Кызыл, 2005. — 80 с.
- Моллеров Н. М., Адамов Е. А. Урянхайский вопрос при царском и Временном правительствах. — Кызыл, 2007. — 71 с.
- Моллеров Н. М. Рассекреченный Минцлов. — Кызыл, 2007. — 75 с.

Научные статьи
- Моллеров Н. М. «Неопределенность положения ведет к вопиющим фактам»: Письма ответственного секретаря Дальневосточного секретариата Коминтерна И. Д. Никитенко наркому иностранных дел РСФСР Г. В. Чичерину по вопросу о самоопределении Урянхайского края. 1921 г. // Исторический архив. — М., 2005. — № 5. — С. 83-93.
- Моллеров Н. М. Урянхайский край (Тува): от объекта внешней политики — к статусу субъекта международного права (1917—1921 гг.) // Проблемы Дальнего Востока. — М., 2005. — № 6. С. — 106—125.
- Моллеров Н. М. Взаимоотношения Тувинской Народной Республики и СССР в 1941—1944 годах // Отечественная история. — М., 2006. — № 3. — С. 64-70.
- Моллеров Н. М. Советско-тувинские отношения (1935—1941 гг.) // Вопросы истории. — М., 2005. — № 11. — С. 140—143.
- Моллеров Н. М. О негативных сторонах решения национального вопроса в Тувинской Народной Республике (на примере самоуправления русского населения) // Актуальные проблемы межнациональных отношений в Российской федерации / Иркутское отд-е Российской Ассоциации содействия ООН. — Иркутск, 1992. — С. 14-15.
- Моллеров Н. М. О теории модернизации применительно к истории Тувы // Биоразнообразие и сохранение генофонда флоры, фауны и народонаселения центральноазиатского региона: Матер. 1-й междунар. науч.-практ. конф. — Кызыл, 2003. — С. 214—215.
- Моллеров Н. М. Тува начала XX в.: геополитический императив выбора пути развития // ICANAS XXXVII. Международный конгресс востоковедов: Тезисы. IV. — М., 2005. — С. 1215—1216.
- Моллеров Н. М. Основные источники по истории Русской самоуправляющейся трудовой колонии в Тувинской Народной Республике // Источники по истории освоения Сибири в советский период. — Новосибирск, 1988. — С. 128—136.
- Моллеров Н. М. Очаги социалистической культуры РСТК в ТНР (1922—1932 гг.) // Культура тувинцев: традиции и современность. — Кызыл, 1989. — С. 110—121.
- Моллеров Н. М. Деятельность комитетов советских граждан в ТНР в области культуры (1932—1941 гг.) // Культура тувинцев: традиции и современность. — Кызыл, 1989. — С. 100—110.
- Моллеров Н. М. Оваа на перевале веков (вместо введения) // Народная летопись: Тува. XX век. — Кызыл, 2001. — С. 3-6.
- Моллеров Н. М. Народная революция в Туве: миф или реальность? // Люди и судьбы. XX век: Тез. докл. и сообщений науч. конф. — Красноярск, 2003. — С. 100—102.
- Моллеров Н. М. Куулар Дондук (глава правительства и министр иностранных дел ТНР в 1925—1928 гг.) // Государственная Книга «Заслуженные люди Тувы XX века». — Новосибирск, 2004. — С. 45.
- Моллеров Н. М. «Урянхайский вопрос» в отечественной историографии (в соавторстве с В. Д. Март-оолом) // Ученые записки ТИГИ. — Кызыл, 2004. — Вып. ХХ. — С. 3-15.
- Моллеров Н. М. Тува в 1914—1921 гг.: протекторат или составная часть Енисейской губернии? // Красноярский край: история в документах (к 70-летию образования Красноярского края): Тез. — Красноярск, 2004. — С. 14-18.
- Моллеров Н. М. Советско-китайский договор 1924 г. (Итоги Кызылской тройственной конференции) // Документ. Архив. История. Современность. — Екатеринбург, 2005. — Вып. 5. — С. 162—167.
- Моллеров Н. М. Советско-тувинское сотрудничество в создании финансово-кредитной системы и укреплении финансового положения Тувы (1921—1941 гг.) // Проблемы отечественной истории. — М., 2005. — С. 189—203.
- Моллеров Н. М. Туран — ворота в Туву // Наследие народов Российской Федерации. Сокровища культуры тувинцев. — М., 2006. — С. 190—196.
- Моллеров Н. М. Комитеты советских граждан и перестройка ТНР на военный лад (июнь 1941 — май 1942 гг.) // Ученые записки ТИГИ. — Кемерово, 2007. — Вып. ХХI. — С. 41-49.
- Моллеров Н. М. Дипломатические документы по истории советско-тувинских отношений // Матер. науч.-практ. конф., посвященной 90-летию государственной архивной службы России 29 мая 2008 г. — Кызыл, 2008. — С. 12-17.